# 광교중앙로
광교중앙로(Gwanggyojungang-ro)는 경기도 용인시 수지구 상현동 광교중앙로삼거리에서 경기도 수원시 영통구 이의동 가람마을사거리를 잇는 3.50km 도로이다.

## 노선
| 이름                | 접속 노선               | 소재지 | 소재지 | 소재지 | 비고 |
| ------------------- | ----------------------- | ------ | ------ | ------ | ---- |
| 광교중앙로삼거리    | 국도제43호선 (포은대로) | 용인시 | 수지구 | 상현동 |      |
| 상현역사거리        | 광교마을로              | 용인시 | 수지구 | 상현동 |      |
| 광교마을사거리      | 석성로                  | 용인시 | 수지구 | 상현동 |      |
| (터널)              |                         | 수원시 | 영통구 | 광교동 |      |
| 법조타운사거리      | 광교중앙로248번길       | 수원시 | 영통구 | 광교동 |      |
| 진고개통로          |                         | 수원시 | 영통구 | 광교동 |      |
| 센트럴파크로 사거리 | 센트럴파크파크로        | 수원시 | 영통구 | 광교동 |      |
| 장락교              |                         | 수원시 | 영통구 | 광교동 |      |
| 컨벤션센터 사거리   | 법조로 센트럴타운로     | 수원시 | 영통구 | 광교동 |      |
| 광교중앙로사거리    | 도청로 광교호수공원로   | 수원시 | 영통구 | 광교동 |      |
| 갈참나무다리 터널   |                         | 수원시 | 영통구 | 광교동 |      |
| 가람마을사거리      | 월드컵로                | 수원시 | 영통구 | 원천동 |      |
| 동수원로와 직결     |                         |        |        |        |      |

## 주요 건물및 시설
- 소화초등학교 (광교중앙로 30/원천동 51-26)
- 합동신학대학원 (광교중앙로 50/원천동 산42-3)
- 할리스커피광교호수점 (광교중앙로 180/하동 1015)
- 갤러리아백화점광교점 (광교중앙로 124/하동 871-1)
- CGV광교점 (광교중앙로 124/하동 871-1)
- 스타벅스 광교갤러리아9F점 (광교중앙로 124/하동 871-1)
- 한국 에너지관리공단 경기지역본부 (광교중앙로 140/하동 955-60)
- 수원컨벤션센터 (광교중앙로 140/하동 955-60)
- 경기도시장권 진흥원 (광교중앙로 140/하동 955-60)
- 교보문고광교점 (광교중앙로 142/이의동 1336-1)
- 훼미리치과의원 (광교중앙로 242/하동 987-4)
- 농협광교지점 (광교중앙로 250/하동 983)
- 경희인다움 한의원 (광교중앙로 254/하동 983-1)
- sh수협은행광교신도시 지점(광교중앙로 294/상현동 1133)
- 하나은행광교신도시지점 (광교중앙로302/상현동 113-7)
- 광주은행광교지점 (광교중앙로 304/상현동 1113-6)
- 신한은행광교상현금융센터 (광교중앙로 316/상현동 1113-1)
- KB국민은행광교상현점 (광교중앙로 319/상현동 1117)
- 상현역 (상현동 지하 312/상현동 502-10)